# Petar Lubarda
Petar Lubarda cyr. Петар Лубарда (ur. 27 lipca 1907 w Ljubotinju k. Cetynii, zm. 13 lutego 1974 w Belgradzie) – malarz serbski i jugosłowiański.

## Życiorys
Pochodził z rodziny serbskiej, mieszkającej w Czarnogórze. Po raz pierwszy swoje obrazy zaprezentował publicznie na wystawie w Niksiciu w 1925, w czasie, kiedy był jeszcze uczniem. W tym samym roku rozpoczął naukę w Szkole Sztuk Pięknych w Belgradzie, skąd przeniósł się do Académie des Beaux Arts w Paryżu, gdzie kontynuował edukację. W roku 1927 zaprezentował swoje prace w Paryżu, a dwa lata później w Rzymie. W 1932 powrócił do Czarnogóry, a wkrótce potem przeniósł się do Belgradu. Od 1938 był związany z serbską grupą artystyczną DADA, w tym samym roku powrócił do Paryża, gdzie mieszkał przez dwa lata. W latach 1941–1944 był więziony w niemieckich obozach koncentracyjnych.
Po zakończeniu II wojny światowej uczył początkowo w Cetynii, gdzie w 1947 objął funkcję dyrektora szkoły sztuk pięknych. Od 1950 wykładał w Akademii Sztuk Pięknych w Belgradzie. W grudniu 1961 został członkiem Serbskiej Akademii Nauk i Sztuk. Za swoją twórczość artystyczną został wyróżniony Orderem Braterstwa i Jedności ze złotym wieńcem. W 1956 został laureatem nagrody Guggenheima.
Był żonaty (żona Vera). Zmarł w 1974 i został pochowany na Nowym Cmentarzu w Belgradzie (Novo Groblje).

## Twórczość
Lubarda należał do pierwszych twórców, którzy przenieśli na grunt jugosłowiański estetykę modernizmu. Przełomem była wystawa w stołecznej galerii ULUS w 1951, na której zaprezentował dzieła sytuujące się w nowej estetyce. Z czasem coraz częściej identyfikował się z ekspresjonizmem i tworzył obrazy abstrakcyjne. Większość dzieł artysty znajduje się w belgradzkim Muzeum Sztuki Współczesnej.